# Jialing
Jialing är ett stadsdistrikt i Nanchong i Sichuan-provinsen i sydvästra Kina.
1. ↑  http://www.geohive.com/cntry/CN-51_ext.aspx